# Miguel Chueca Cuartero
Miguel Chueca Cuartero (Fuendejalón, Aragó, 3 de gener de 1901 - París, 18 d'octubre de 1966) fou un anarcosindicalista aragonès

## Biografia

### Primers anys
El seu pare, Bernardo Chueca Sancho, havia estat alcalde del seu poble però caigué en l'alcoholisme després de la mort de la seva esposa i es va desfer a poc a poc del seu patrimoni, cosa que va fer que el jove Miguel hagués d'espavilar-se tot sol. El 1917 marxà a Barcelona, on treballà de fuster i es va treure el títol de mestre. El 1924 es va afiliar a la CNT i col·laborà a El Productor de Blanes. A finals dels anys 1920 es va instal·lar a Saragossa, on treballà de bibliotecari i col·laborà a la revista Cierzo. Fou vicepresident de les Joventuts Republicanes i defensà amb vehemència les tesis federalistes i reformistes de Joaquín Costa.
El 9 de setembre de 1929 va ser condemnat a dos anys de presó i 1.000 pessetes de multa per conspiració per a la rebel·lió però l'agost de 1930 va actuar com a orador en un dels mítings Pro Amnistia amb el sindicalista Casimiro Asensio i l'advocat Manuel Sendera. Entre 1930 i 1931 va ser redactor de La Antorcha i Cultura y Acción. El juliol del 1930 participà en la comissió reorganitzadora dels sindicats de la Confederació Nacional del Treball (CNT).
El 12 de desembre d'aquest any va participar activament en la insurrecció de Jaca. Participà en els preparatius duts a terme pel Comitè Revolucionari Nacional (CRN) amb els capitans Fermín Galán Rodríguez i Ángel García Hernández com a líders de la insurrecció i va mantenir contactes amb la Unió General de Treballadors i la CNT perquè secundessin l'aixecament militar a les principals ciutats espanyoles mitjançant la convocatòria d'una vaga general, acció que coordinaria Antonio Ejarque Pina des de Saragossa i Ramón Acín Aquilué des d'Osca. El fracàs de la insurrecció provocà que el 3 de gener de 1931 fos empresonat a Torrero i processat per un delicte de conspiració. Però el dia 4 de març quedà sense efecte aquest acte i durant la proclamació de la Segona República Espanyola va obrir les portes de la presó de Torrero alliberant els presos.

### República i guerra civil
Entre el 27 i el 28 de setembre de 1931 participà en el Congrés Regional de la CNT a Saragossa, alineant-se amb les tesis antisindicalistes i maximalistes de Joaquín Ascaso Budría, Feliciano Subero, Joaquín Aznar i Ramón Andrés a favor d'una vaga general revolucionària, tesis que s'imposaren a les de Miquel Abós Serena.
Durant la Segona República encapçalà una campanya antireligiosa i sostingué les tesis de Joan Garcia Oliver sobre l'anomenada gimnàstica revolucionària. En 1932 ajudà a organitzar la constitució de Federació Nacional de les Indústries Ferroviàries (FNIF) de la CNT i va donar suport propagandístic de la revolta de l'Alt Llobregat. El 13 de juliol de 1935 fou detingut arran de l'assassinat del líder dels esquirols de les obres del Puente del Pilar amb Francisco Foyos, Alejandro Miguel i Isabelo Romero. En sortir de la presó continuà les tasques propagandístiques fent giren per diferents pobles d'Aragó i Navarra fins a juliol de 1936.
A començament de 1936 ell i Miquel Abós s'entrevistaren amb el governador civil de Saragossa, Ángel Vera Coronel per tal d'aconseguir armes davant un eventual cop d'estat militar, però aquest s'hi negà. En una assemblea de militants a Saragossa la seva tesi, partidària de prendre les armes per la força, fou derrotada davant la d'Abós, partidari de la negociació. Una vegada el cop d'estat del 18 de juliol de 1936 va triomfar a Saragossa aconseguí fugir a Casp i l'octubre de 1936 participà en la constitució del Consell Regional de Defensa d'Aragó, del qual en fou conseller de treball, vicepresident i delegat del comitè regional de la CNT en aquest organisme. El març de 1937 Chueca defensà el Consell de Defensa d'Aragó en el Ple Regional de Comarcals d'Alcanyís dels atacs de José Alberola.
Va fer costat el grup Los Amigos de Durruti, erò després de la caiguda dels fronts d'Aragó l'abril de 1938 fou substituït en el Comitè Regional i nomenat comissari del Batalló de Metralladores C, comandat per Agustín Remiro Manero.

### Exili i mort
En acabar la guerra civil espanyola s'exilià a França. En 1941 s'establí a Montalban, on treballava de llenyataire. Cap al 1942 va col·laborar en la xarxa d'evasió de Francisco Ponzán Vidal, però fou capturat i internat al camp de Vernet. El 1944 va signar en nom del Moviment Llibertari Espanyol la constitució de la Junta Española de Liberación, i entre aquest any i 1946 va participar en nombrosos mítings a diverses ciutats occitanes. Fou nomenat secretari de propaganda de la CNT i advocà per a organitzar una aliança amb la UGT. De 1945 a 1946 s'encarregà de la tresoreria de la CNT, però el 1948 va ser expulsat per participar en el Congrés de Viena, de caràcter pro-comunista. Amb els anys va quedar cec i va morir a París atropellat per un camió el 18 d'octubre de 1966.